# T34 Calliope
Pháo phản lực nhiều nòng T34 "Calliope"  là một loại pháo phản lực nhiều nòng được lắp ráp trên xe tăng M4 Sherman. Nó được quân đội Hoa Kỳ sử dụng trong giai đoạn cuối thế chiến II. Hệ thống pháo phản lực bao gồm 60 ống phóng tên lửa cỡ nòng 114 ly và được lắp trên đỉnh của tháp pháo tăng T34 qua hai thanh sắt. T34 được thiết kế vào năm 1943 và chỉ có một số lượng nhỏ được sản xuất và đưa vào sử dụng khi thế chiến II đã gần kết thúc. Từ "Calliope" là tên tiếng Anh của loại "dương cầm hơi nước".

## Biến thể
- T34 (Calliope): tên lửa có đường kính 114 ly với hơn 36 ống phóng lắp trên đỉnh tháp pháo.
- T34E1 (Calliope): kết cấu giống như T-34 nhưng bớt đi 14 ống phóng.
- T-34E2 (Calliope): sử dụng loại tên lửa 114 - 183 ly với 60 ống phóng. Được sử dụng từ năm 1944 đến cuối thế chiến thứ hai.